# El Cangri.com
El Cangri.com es el segundo álbum de estudio del cantante puertorriqueño Daddy Yankee que fue estrenado el 20 de junio de 2002 bajo el sello independiente Los Cangris Music Inc., el cual es en conjunto con el cantante Nicky Jam. Este disco tuvo una gran acogida por el público latino. De este álbum se desprenden grandes clásicos como «Latigazo», «Ella Está Soltera» y «Guayando», las últimas cantadas a dúo con Nicky Jam. 
El álbum fue distribuido por el sello independiente V.I. Music. Y se lanzaron 2 versiones de este, una para Puerto Rico que el CD es de color blanco y la versión de Estados Unidos que su CD es incoloro. El álbum fue producido casi en su totalidad por DJ Blass, quien en ese entonces era el productor musical más importante de reguetón. 
Fue uno de los primeros álbumes de reguetón que ingresó en varias listas de la revista Billboard, en este caso apoyado por una discográfica independiente (V.I. Music). Según palabras de Nicky Jam, «Guayando» es una de sus canciones favoritas hasta la fecha, siendo grabada de manera improvisada.
Fue el álbum Más vendido de 2002 en el País, Según la Revista Billboard y Nielsen SoundScan.
 Además Obtuvo Disco de Oro en México por sus ventas, con el cual Daddy Yankee sale unos segundos en el Video Collection Parte 2 del Álbum.

## Antecedentes
Gracias a un acuerdo por 3 discos que firma Daddy Yankee con el presidente de V.I. Music, Juan Vidal, se logra lanzar el primero bajo la producción de DJ Blass. El álbum contó con 18 canciones de las cuales 2 son junto a Nicky Jam quien era copropietario de Los Cangris Music Inc. Este álbum fue el primero en la trayectoria de Daddy Yankee en entrar en las listas Billboard. El cantante boricua logra captar todo lo que estaba pasando en el Hip-Hop en el año 2001 y 2002 y lo plasma de gran manera en 3 canciones de este género que tiene en su álbum, trayendo el estilo de Nueva York en las pistas por DJ Dicky. El álbum es en su gran mayoría de Reguetón, en este año se llevaba a cabo una guerra de la política Velda González contra este género por su alto contenido sexual, este álbum fue una muestra de que no podría censurarlo, y como ataque se lanza con un alto contenido explícito. Desde este punto el movimiento urbano logra dar el siguiente paso para lograr un estatus más mundial. Este fue el primer acercamiento de Daddy Yankee con la consagración internacional, además de que en este álbum  se promociona lo que sería su álbum más importante Barrio Fino.

## Video musicales
Este álbum contiene canciones que hoy se consideran clásicas, gracias a la excelente labor de DJ Blass, se lograron colar en las listas más importantes de la música. Daddy Yankee lanzó en puerto rico los 3 primeros sencillos bajo la dirección de Eddie Dee. Estos serían:
- Latigazo, este vídeo fue grabado en Nueva York y esta enfocado en resaltar la habilidad de Daddy Yankee a la hora de rapear rápido, además, en el vídeo sale la estrella de la NBA Kobe Bryant. Esta canción es considerada el éxito más grande del disco y fue la responsable de posicionar a Daddy Yankee en las listas de Billboard.
- Son las 12, esta canción es consideradas una de las mejores canciones de reguetón de todos los tiempos, en el vídeo podemos ver a Eddie Dee como co-piloto de Daddy Yankee.
- Guayando, nos presenta la primera colaboración de Daddy Yankee y Nicky Jam en el álbum, el vídeo fue filmado en las playas de Puerto Rico.

La otra parte de los videos musicales fueron grabados por Héctor Figueroa y fueron lanzados para la cadena Mun2, estos sencillos serían solo colaboraciones.
- ¿Recuerdas?, junto a Sir Speedy, este cantante se encontraba pasando por el mejor momento de su carrera y esta sería su segunda colaboración con Daddy Yankee, Sir Speedy era parte de los artistas de DJ Blass.
- ¡Dímelo!, una canción de reguetón romántico junto al cantante Divino, el cual estaba comenzando de manera más profesional su carrera.
- Ella Está Soltera, esta sería la otra colaboración junto a Nicky Jam, la cual tuvo un pequeño homenaje en 2019 con la remezcla del sencillo «Soltera», en colaboración de Lunay y Bad Bunny.[5]

## Lista de canciones
| N.º | Título | Escritor(es)                                | Productor(es)       | Duración |  |
| 1.  | «Intro» | Ramón Ayala                                 | DJ Blass            | 2:08     |  |
| 2.  | «Latigazo» | Ramón Ayala                                 | DJ Blass            | 2:31     |  |
| 3.  | «Guayando» (ft. Nicky Jam) | Ramón Ayala & Nick Rivera                   | DJ Blass            | 3:01     |  |
| 4.  | «¿Recuerdas?» (ft. Sir Speedy) | Ramón Ayala & Juan Ortiz                    | DJ Blass            | 3:12     |  |
| 5.  | «Son las 12» | Ramón Ayala                                 | DJ Blass            | 3:16     |  |
| 6.  | «¡Dímelo!» (ft. Divino) | Ramón Ayala                                 | DJ Blass            | 3:13     |  |
| 7.  | «Muévete y Perrea» (Nota Mix) | Ramón Ayala                                 | Notty               | 2:44     |  |
| 8.  | «Ella Está Soltera» (ft. Nicky Jam) | Ramón Ayala & Nick Rivera                   | DJ Blass            | 3:08     |  |
| 9.  | «Le Gusta a la Mujer» (ft. Yaga & Mackie Ranks) | Ramón Ayala, Javier Martínez & Luis Pizarro | DJ Blass            | 3:36     |  |
| 10. | «Interlude» (La Combi Completa) | Ramón Ayala                                 | DJ Blass            | 0:53     |  |
| 11. | «No Te Canses» (2003) | Ramón Ayala & Nick Rivera                   | DJ Blass            | 2:34     |  |
| 12. | «Interlude 2» (Radio Skit (Oh Boy by Cam'Ron & Juelz Santana), (Extended Family by Journalist feat M.O.P), (T.O.N.Y. by Tony Sunshine) y (PJ's by Wyclef Jean con Governor & Prolific)) | -                                           | DJ Pablo            | 0:41     |  |
| 13. | «El Cangri (ft. Lito MC Cassidy)» | Ramón Ayala                                 | DJ Dicky & DJ Pablo | 3:28     |  |
| 14. | «Interlude 3» (ft. Cochinola) | Ramón Ayala                                 | DJ Pablo            | 0:44     |  |
| 15. | «Enciende» | Ramón Ayala                                 | DJ Dicky            | 3:59     |  |
| 16. | «Sigo Algare» | Ramón Ayala                                 | DJ Dicky            | 2:48     |  |
| 17. | «Outro» (ft. DJ Blass) | Ramón Ayala                                 | DJ Blass            | 0:34     |  |
| 18. | «Brugal» (Remix) | Ramón Ayala                                 | DJ Blass            | 1:44     |  |

## Créditos
- Daddy Yankee - Productor ejecutivo, coproductor musical (1 a 18)
- Juan Vidal - Productor ejecutivo
- DJ Creepy - Ingeniero de Grabación
- Notty - Ingeniero de Mezcla
- Cochinola - Voces adicionales (track 15)
- DJ Blass - Voces adicionales (track 1-18)

## Posicionamiento
| Listas (2002)                | Posición |
| ---------------------------- | -------- |
| Top Latin Albums (Billboard) | 43       |
| Latin Pop Albums (Billboard) | 13       |